# 昭仁街道
昭仁街道，是中华人民共和国陕西省咸陽市长武县下辖的一个街道办事处。
2015年，陕西省民政厅批复同意撤销昭仁镇，设立昭仁街道办事处；将原地掌镇的地掌、浅水、代岭3个村划归昭仁街道办事处。

## 行政区划
昭仁街道下辖以下地区：
昭仁镇社区、西关村、南关村、灵凤村、北关村、东街村、尧头村、西大吉村、东关村、李家沟村、大东庄村、小东庄村、庙底村、罗峪村、宜山村、马场村、七里村、斜坡村、杏坡村、沟泉村、崔吴村、代岭村、地掌村和浅水村。